# Dichotomomyces cejpii
Dichotomomyces cejpii är en svampart som först beskrevs av Milko, och fick sitt nu gällande namn av D.B. Scott 1970. Dichotomomyces cejpii ingår i släktet Dichotomomyces och familjen Trichocomaceae.  Utöver nominatformen finns också underarten spinosus.